# Говернадор-Дис-Сет-Розаду
Говернадор-Дис-Сет-Розаду (порт. Governador Dix-Sept Rosado) — муниципалитет в Бразилии, входит в штат Риу-Гранди-ду-Норти. Составная часть мезорегиона Запад штата Риу-Гранди-ду-Норти. Входит в экономико-статистический микрорегион Шапада-ду-Аподи. Население составляет 12 751 человек на 2006 год. Занимает площадь 1129,356 км². Плотность населения — 11,3 чел./км².

## История
Город основан в 1963 году.

## Статистика
- Валовой внутренний продукт на 2003 год составляет 105 450 775,00 реалов (данные: Бразильский институт географии и статистики).
- Валовой внутренний продукт на душу населения на 2003 год составляет 8571,84 реалов (данные: Бразильский институт географии и статистики).
- Индекс развития человеческого потенциала на 2000 год составляет 0,637 (данные: Программа развития ООН).